# ジェリー・マギー
ジェラルド・ジェームズ・「ジェリー」・マギー（Gerald James "Gerry" McGee, 1937年11月17日 - 2019年10月12日 ）は、アメリカ合衆国のギタリスト。ザ・ベンチャーズでリード・ギタリスト、ベーシスト、ヴォーカリストを兼任した。ベンチャーズに参加して以降、日本国内の出版物では、1970年代中盤まで、ジェラルド・マッコジーの名称が使用される事も多かった。

## 生涯
ルイジアナ州ユーニス出身。父親がケイジャンミュージック界で名の知られたヴァイオリン奏者だったということもあり、幼少期からケイジャンミュージックやカントリー、ブルースといった音楽に囲まれた環境で育つ。
14歳からギターを始め、スタジオミュージシャンになって、ボビー・ダーリン、エルヴィス・プレスリー、ウィリー・ネルソン、ジョン・メイオール、モンキーズ、トリニ・ロペスなど幾多のレコーディング、セッション、ツアーをこなすようになる。
ロサンゼルスの「シー・ウィッチ・クラブ」に出演していた時、ザ・ベンチャーズのメル・テイラーの実弟で後にキャンド・ヒートに加入するラリー・テイラーと共に「バンビーノース」として活動。1968年、デラニー&ボニーのデビュー・アルバム『オリジナル・デラニー&ボニー』とアメリカ・ツアーに参加した後、ノーキー・エドワーズが脱退したベンチャーズのオーディションを受けてみないか、との友人の誘いを受け、上記バンビーノースを介した人脈もあって、オーディションの結果加入した。彼はR&Bやブルースのテイスト、「京都の恋」や「雨の御堂筋」といった日本の歌謡曲的なメロディなど、ベンチャーズに新しいスタイルをもたらした。
1972年にベンチャーズを脱退し、スタジオやセッションに再び活動の場を移すが、「ベンチャーズとは違う音楽性に挑戦したい」という意向で脱退したメル・テイラーから声を掛けられ、1973年にビル・リンカーン、ジョン・ダリル、ボブ・スポルディングらとメル・テイラー&ザ・ダイナミックスを結成。来日して「二つのベンチャーズが来日」と話題を呼ぶが、大きな評価は得られなかった。その後テイラーがジョー・バリルの解雇に伴ってベンチャーズに復帰したので、メル・テイラー&ザ・ダイナミックスは自然消滅し、マギーは再びスタジオやセッションでの活動に戻った。
1984年、ボブ・ボーグルが急病でベンチャーズのツアーに参加できなくなったことから、サポートのためベーシストとしてツアーに参加する。この年のステージではノーキー・エドワーズとのアコースティックギターデュオを披露したり、曲によってリードギターをエドワーズと交代するシーンが見られた。1985年、エドワーズが再びベンチャーズを離れることになり、マギーはその後任として再加入。以後、2017年までベンチャーズのリードギタリストとして活動を続けた。
ベンチャーズで活動する傍ら、「ジェリー・マギー・ブルースバンド」を率いてジャパン・ブルースカーニバルに出演したり、B.B.キングやエリック・クラプトンと共演するなど、ベンチャーズとはまた違った活動も展開した。ジャパン・ブルースカーニバル出演時には、Pedestrianというバンドで活動していた（後に脱退）息子のケイン・マギーがドラムで参加した。
ソロアルバムは現在までに三枚発表。デビュー・アルバム「Friends From A Distance」では、ゲストにリタ・クーリッジやボビー・ウーマックなどを迎えて、ブルースやケイジャンミュージックなどを深く掘り下げ、スライドギターやブルースハープなども披露している。またその後もジャズやカントリーといったルーツミュージックを幅広く取り上げている。
2017年の日本公演の終盤に体調を崩し緊急入院。急遽代役として、アメリカでのライヴにサポートメンバーとして参加していたベーシストのルーク・グリフィンが迎えられた。マギーは高齢による体力の衰えを理由に今後のツアーには参加しない事が発表された。
2019年10月、ソロ・ツアーで久々に来日したが、心臓発作を発症して東京都の慶應義塾大学病院へ緊急搬送され、4日後の10月12日に死去。81歳没。同月17日、日本で家族とごく親しい日本の有志のみによって葬儀・告別式が営まれ、遺体は東京都品川区の桐ヶ谷斎場で荼毘に付された。

## 使用機材
フェンダー
- フェンダー・ストラトキャスター・エリック・クラプトン・モデル[8]
- フェンダー・ジャパン・テレキャスター・ジェリー・マギー・モデル
- フェンダージャパン・ストラトキャスター・ジェリー・マギー・モデル
  - クラプトン・モデルと違い、ハードテイル（ノントレモロ）になっている。
- フェンダー･ジャパン･ベンチャーズ･モデル･ストラトキャスター
- フェンダー・ジャズベース
- フェンダー・プレシジョンベース

ギブソン
- ギブソン・レスポール
  - ゴールド・トップボディ[1]。ピックアップの位相を変える改造をしていた他、ビグスビーの"パームペダル"を取り付けていた時期もあった。
- ギブソン・チェット・アトキンス・モデルCE（エレガット・ギター）

アリア
- アリア・サンドバイパー（エレアコ・ギター）[9]
- アリア・AP・ベンチャーズ・モデル・ギター&ベース

その他
- コンバット・ジェリー・マギー・モデル
- エレクトリック・シタール[10]
  - ダンエレクトロの「コーラル・シタール」と「ジェリー・ジョーンズ」[11]を使用。

## エピソード
- デラニー&ボニーはマギー脱退後、エリック・クラプトンを迎え、アルバム『オン・ツアー・ウィズ・エリック・クラプトン』を発表した[12]。
- 本国アメリカでは俳優業も行っている。そのほとんどは端役であるが、映画『スター誕生』（1976年）のステージでリードギターを担当した。『コンボイ』でもその姿を見ることが出来る[2]。